# Бронеавтомобиль Ижорского завода
Бронеавтомобиль Ижорского завода — лёгкий пулемётный бронеавтомобиль Вооружённых сил Российской империи.
Два экземпляра броневого автомобиля были построены на Ижорском заводе в 1915 году для 1-й пулемётной роты (не следует путать с 1-й автопулемётной ротой (1 апр)). Бронеавтомобили применялись частями Русской Императорской армии в ходе Первой мировой войны, однако были захвачены немцами и применялись ими для подавления Восстания спартакистов в 1919 году.

## История создания и конструкция
По имеющимся данным, бронеавтомобили были построены на Ижорском заводе в 1915 году для 1-й пулемётной роты Русской Императорской армии. В документах завода броневики проходили, как «легковые автомобили под пулемёт».
Точно неизвестно, какие автомобили использовались в качестве базы для бронемашин. По одним данным, это были «Руссо-Балты», однако некоторые источники приводят данные, что на машинах стоял двигатель «Гочкис». Также возможно, что использовалось шасси грузового автомобиля «Pierce-Arrow». Мощность двигателя составляла 40 л. с. На шасси устанавливался полностью закрытый бронекорпус, активное использование в формах которого наклонного расположения бронелистов позволяет предположить использование при его создании опыта разработки и постройки на заводе бронеавтомобилей штабс-капитана В.А. Мгеброва. Спереди располагалось моторное отделение, в лобовом листе которого имелась двустворчатая дверь для доступа охлаждающего воздуха к радиатору. В бортовых листах отделения были устроены лючки для облегчения обслуживания двигателя. За моторным отделением следовало отделение управления, в верхней части лобового бронелиста которого имелся большой люк водителя. В боевой обстановке люк закрывался бронекрышкой со смотровыми щелями. Кроме щелей в люке и дверях, для наблюдения служила командирская башенка над отделением управления. В бортах отделения имелись небольшие дверцы для посадки и высадки экипажа. В корме корпуса размещалось боевое отделение с цилиндрической пулемётной башней, обеспечивавшей угол наведения около 270°. Вооружение составлял один 7,62-мм «Максим».
Ходовая часть — заднеприводная, с односкатными спицованными колёсами на обоих мостах. Подвеска — зависимая, на стальных рессорах.

## Служба и боевое применение
Точных сведений о боевом применении этих машин сведений пока не найдено. В ходе боёв 1916—1918 годов оба броневика попали в руки немцев, причём первый был захвачен ими ещё в 1916 году в боях под Вильно и экспонировался затем на выставке трофейного вооружения в Берлинском зоопарке. В 1918—1919 годах оба бронеавтомобиля, прошедшие текущий ремонт, были отправлены в тыл и использовались для подавления внутренних восстаний, в частности — Восстания спартакистов в январе 1919 года. Один из них, находясь в составе укомплектованной трофейными русскими броневиками дивизии «Kokampf», получил наименование «Lotta». В конце 1920 года бронеавтомобили, видимо, были разобраны по причине высокого износа и нехватки запчастей.